# Tortuguero nationalpark
Tortuguero nationalpark ligger längs den karibiska kusten 87 km nordväst om Puerto Limón i Costa Rica. Parken har en storlek av 267 km² landyta och 503 267 km² till havs och består av naturliga kanaler och farbara laguner som ger plats åt en mängd arter. Sköldpaddorna är de djur som Tortuguero är mest känt för och namnet Tortuguero kan översättas som "full av sköldpaddor".
Parken ligger i provinsen Limón, som är en av de regnigaste och biologiskt rikaste områdena i Costa Rica.

## Historia
Tortuguero är en viktig kläckningsplats för den utrotningshotade gröna havssköldpaddan såväl som för andra havssköldpaddor. Man tror att den gröna sköldpaddan var nära utrotning på 1960-talet, då nästan alla honor i Tortuguero fångades för export av sköldpaddssoppa. Sea Turtle Conservacy (STC) grundades 1959 speciellt för att studera och skydda de gröna sköldpaddorna i Karibien. Tortuguero skyddades 1963 och 1975 (alternativt 1970 uppgifter skiftar) bildades nationalparken i samarbete mellan Costa Ricas regering och STC.Tack vare skyddsåtgärderna har sköldpaddorna ökat kraftigt i antal.

## Djurliv
I Tortuguero finns den största populationen av grön havssköldpadda på västra halvklotet och dessutom är det en viktig kläckningsplats för havslädersköldpadda och karettsköldpadda.
Förutom sköldpaddor finns bland annat sengångare, vrål-, kapucin-, spindelapor, tapirer, navelsvin, uttrar, kajmaner, leguaner, basilisker och pilgiftsgrodor i parken. Jaguarer, ozeloter och veckelbjörnar finns också i parken, men de ses sällan.

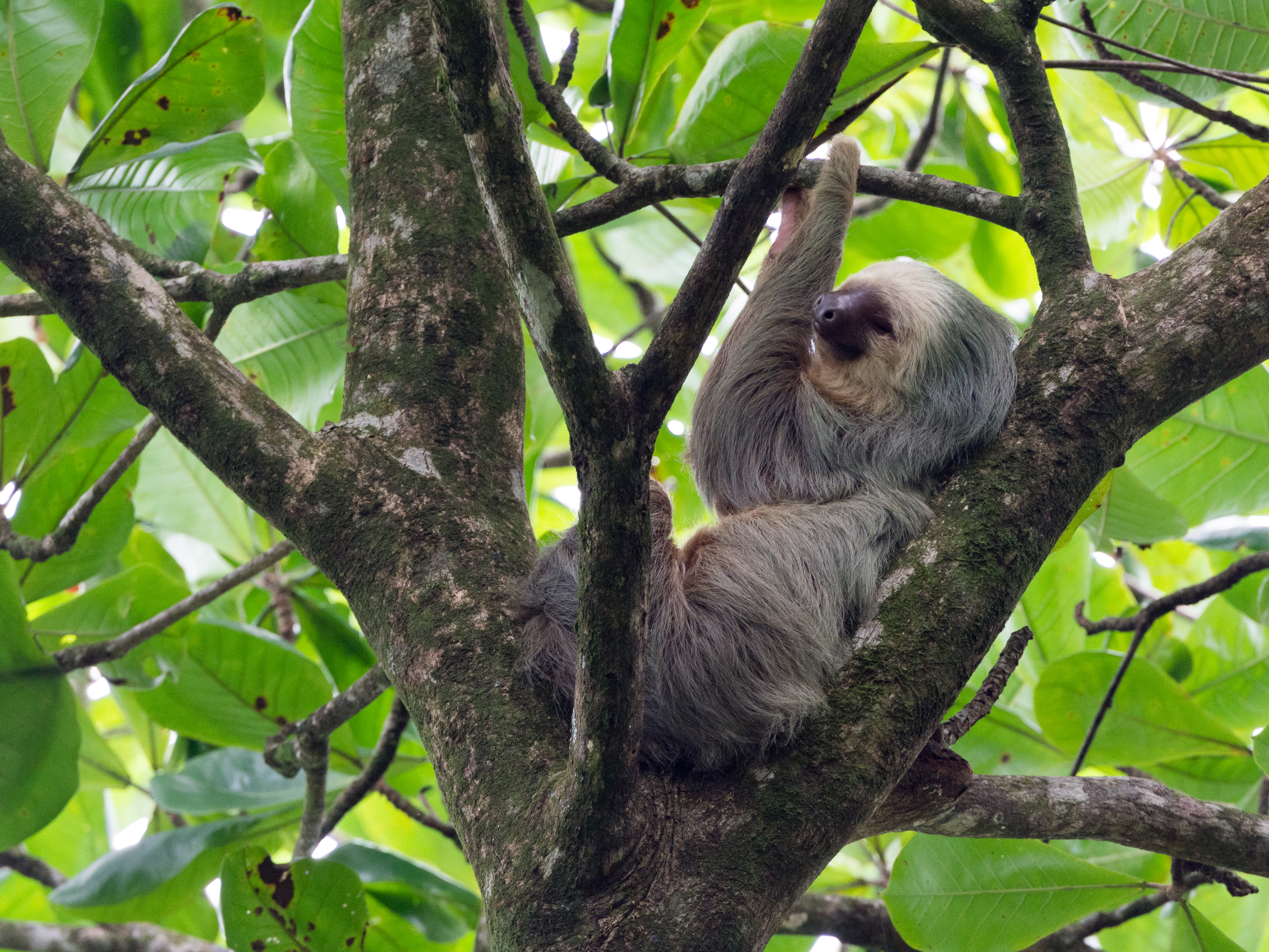
Hoffmanns tvåtåiga sengångare
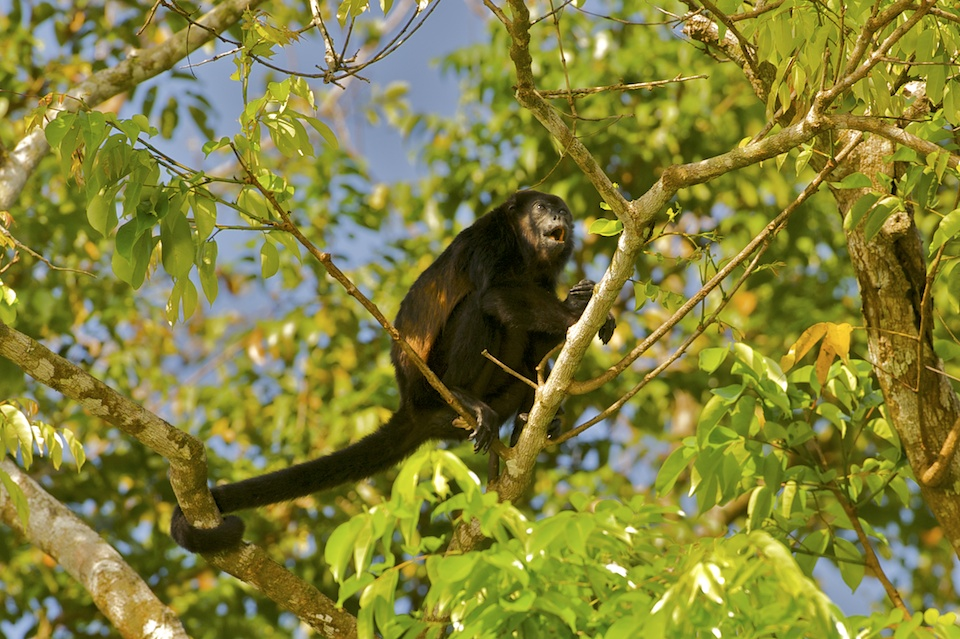
Mantelvrålapa
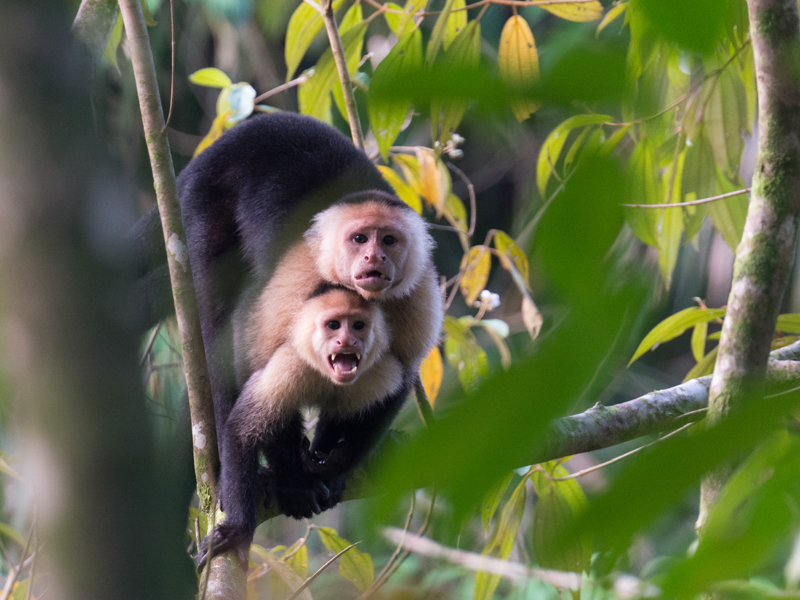
Kapucinapa
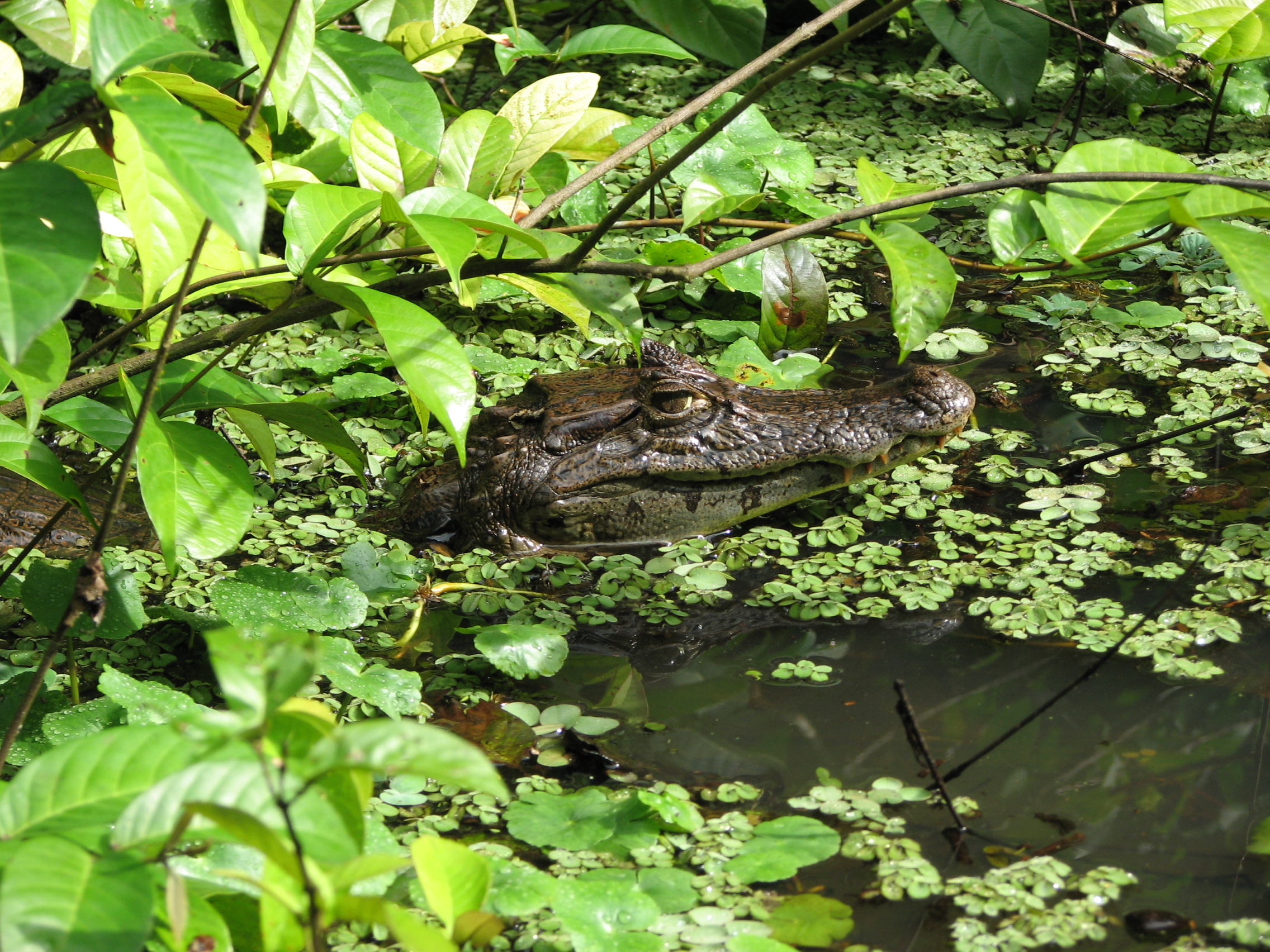
Glasögonkajman
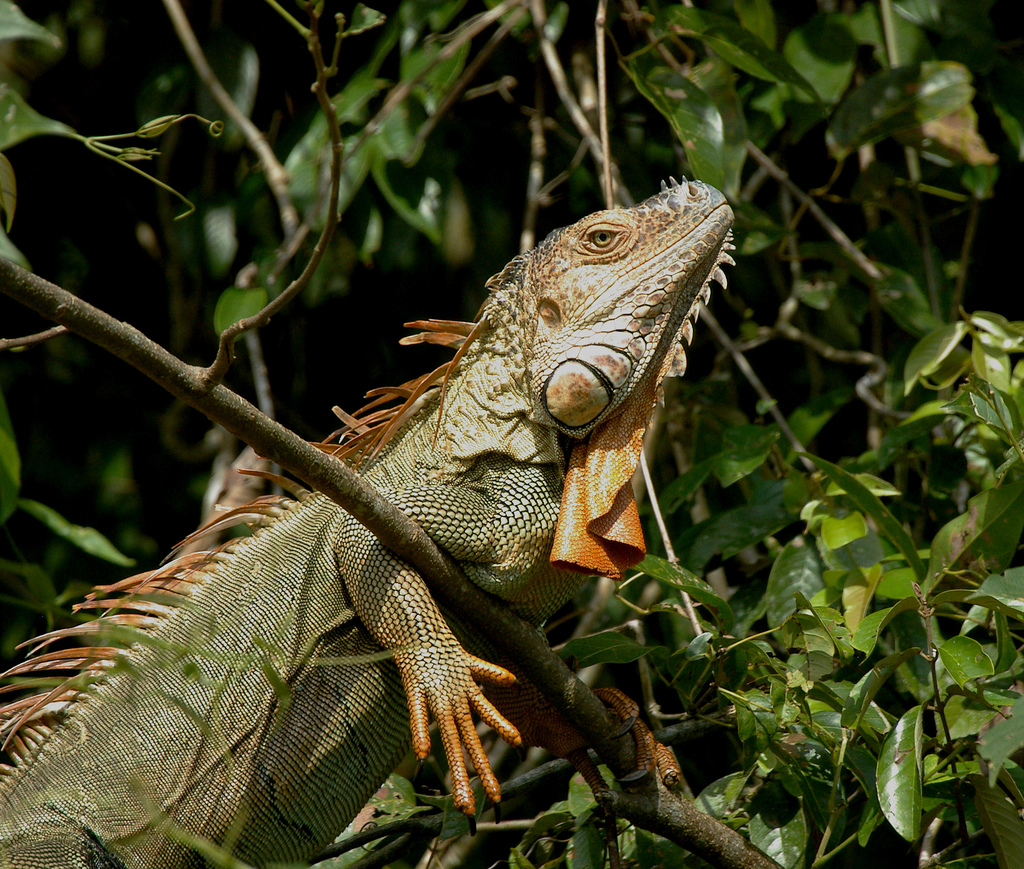
Leguan
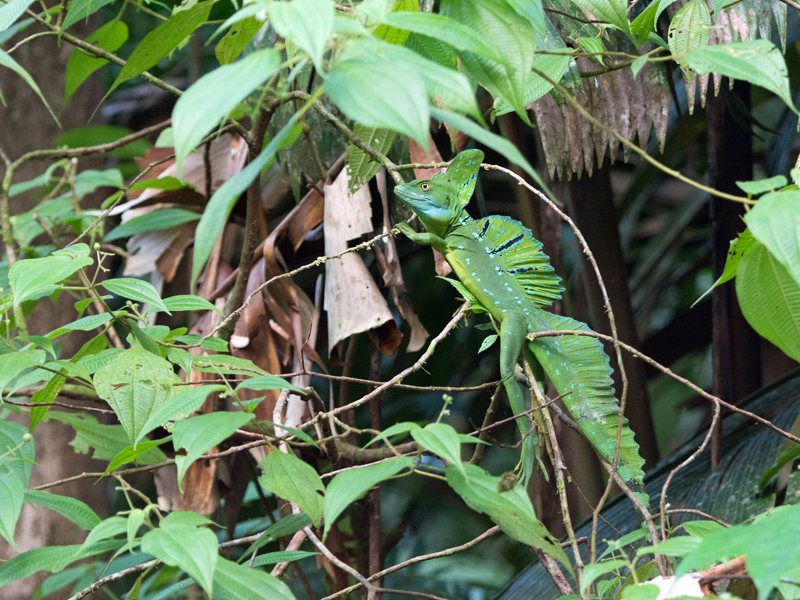
Dubbelkamsbasilisk

Mer än 400 fågelarter finns i Tortuguero hela eller delar av året: svaveltukan, hägrar, kungsfiskare, ormhalsfåglar, papegojor, hökar och glador.

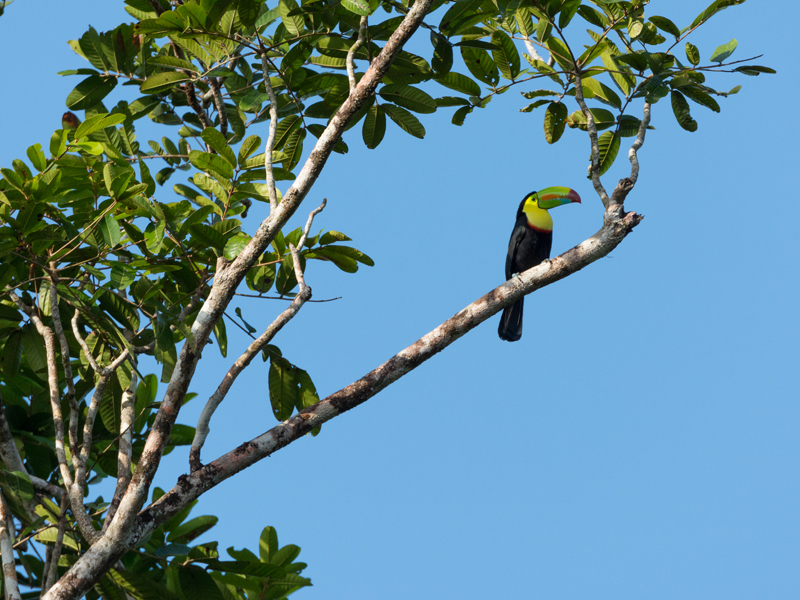
Svaveltukan
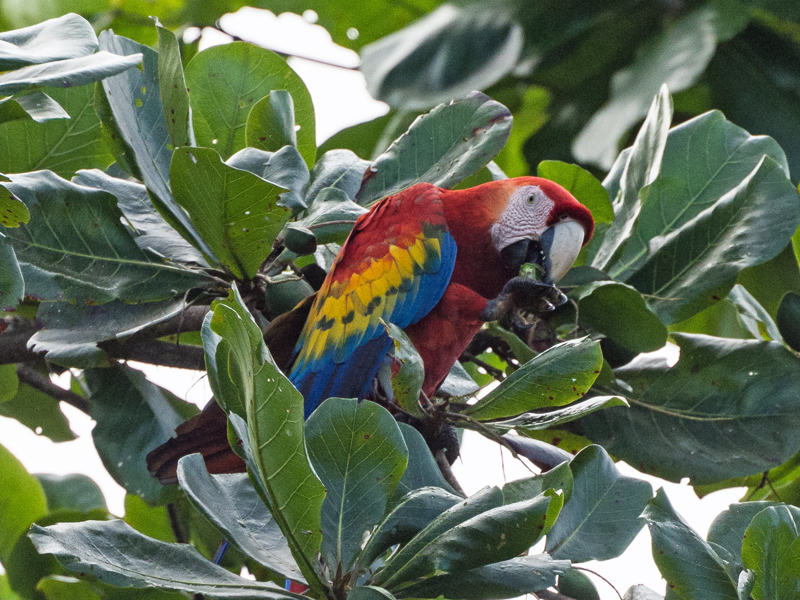
Röd ara
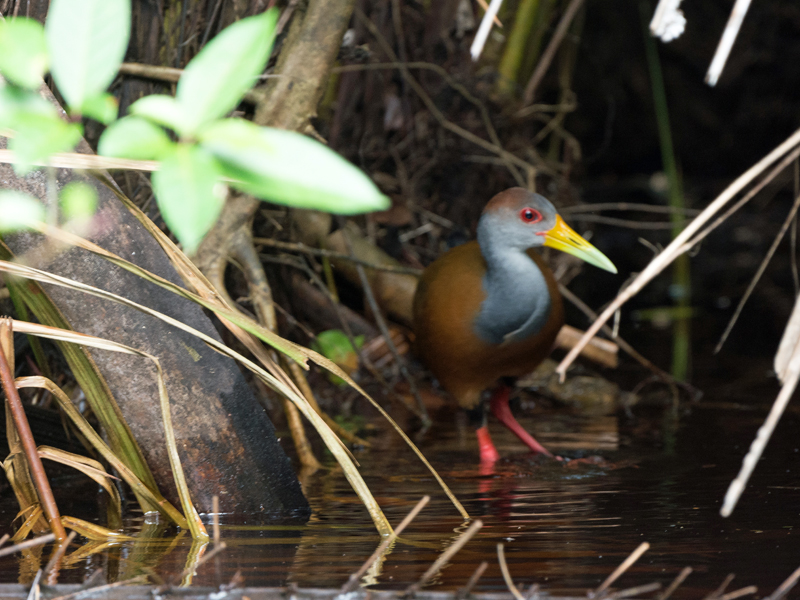
Centralamerikansk rall

## Växtliv
I Tortuguro finns en stor biologisk mångfald. I parken hittar finns mer än 400 trädarter av träd och ca 2200 andra växtarter.

## Säsong
I Tortuguero faller mycket regn, mellan 4500 och 6 000 mm årligen, där de regnigaste månaderna är december, juni och juli. Även under de torraste månaderna – februari, mars och september – faller ofta regn. Den genomsnittliga temperaturen är 26°C.

## Kommunikationer
Norr om byn Tortuguero finns en liten flygplats. Ett annat alternativ är att ta båten från hamnen i Moin i Puerto Limón.